# Trémeheuc
Trémeheuc är en kommun i departementet Ille-et-Vilaine i regionen Bretagne i nordvästra Frankrike. Kommunen ligger i kantonen Combourg som tillhör arrondissementet Saint-Malo. År 2022 hade Trémeheuc 349 invånare.

## Befolkningsutveckling
Antalet invånare i kommunen Trémeheuc
Referens:INSEE